# Сібетя

43°18′12″ пн. ш. 144°36′3″ сх. д. / 43.30333° пн. ш. 144.60083° сх. д.
Сібетя́ (яп. 標茶町, しべちゃちょう, МФА: [ɕibet͡ɕa t͡ɕoː]) — містечко в Японії, в повіті Кавакамі округу Кусіро префектури Хоккайдо. Станом на 1 жовтня 2008 року площа містечка становила 1099,41 км². Станом на 31 березня 2017 населення містечка становило 7762 осіб.
На честь міста названо астероїд.